# Takovska
La rue Takovska (en serbe cyrillique : Таковска) est une rue de Belgrade, la capitale de la Serbie, située dans les municipalités urbaines de Stari grad et de Palilula.
Sur une grande partie de son parcours, la rue sert de limite entre les municipalités de Stari Grad et de Palilula.

## Parcours
La rue Takovska naît au croisement du Trg Nikole Pašića (« Place Nikola Pašić »), du Bulevar kralja Aleksandra (le « Boulevard du roi Alexandre ») et de la rue Kneza Miloša. Elle oriente sa course vers le nord-est et croise les rues Kosovska (à gauche) et Arhiepiskopa Danila (à droite) ; elle laisse sur sa gauche la rue Majke Jevrosime puis les rues Svetogorska (à gauche) et Ilije Garašanina (à droite), ainsi que les rues Džordža Vašingtona (à gauche) et 27. marta (à droite). Toujours en direction du nord-est, elle croise ensuite la rue Dalmatinska, longe sur sa gauche le jardin botanique de Jevremovac puis croise les rues Vojvode Dobrnjca (à gauche) et Draže Pavlovića (à droite) et enfin la rue Ruvarčeva. Elle atteint ensuite la rue Cvijićeva.

## Architecture
La maison de Filip Filipović, situé au n° 37, a été construite à la fin du XIXe siècle ou au début du XXe siècle ; Filip Filipović y a vécu après 1912 ; la maison est typique des maisons résidentielles des faubourgs de Belgrade et elle est inscrite sur la liste des biens culturels de la ville de Belgrade. L'école élémentaire de Palilula, située au n° 41 de la rue, a été construite en 1894, sur les plans de l'architecte Milan Antonović dans le style académique du XIXe siècle ; elle est également inscrite sur la liste des biens culturels de la ville de Belgrade.

## Culture
Le Centre culturel de Belgrade pour les enfants (Dečji kulturni centar Beograd), dont l'origine remonte à 1952, est situé au n° 8 de la rue.

## Institutions
Au n° 12 de la rue se trouve le bâtiment administratif de la municipalité de Palilula.
L'école élémentaire Vuk Karadžić (en serbe : Osnovna škola Vuk Karadžić) est située au n° 41, dans des bâtiments classés ; elle a ouvert ses portes en 1838, ce qui en fait l'une des plus anciennes de Belgrade. L'Académie des beaux-arts (Akademija lepih umetnosti ; en abrégé ALU) est située au n° 49a ; elle a été créée en tant qu'établissement privé en 1997.
L'institut de botanique et le jardin botanique de Jevremovac, qui dépendent de la Faculté de Biologie de l'université de Belgrade sont situés au n° 43 de la rue.
Le n° 10 de la rue Takovska abrite le siège de la Radio-télévision de Serbie.

## Économie
Le n° 49 de la rue Takovska abritait jusqu'en 2012 le siège de la société Pekabeta Beograd, qui travaillait dans le domaine de la grande distribution.
Plusieurs supermarchés Mini Maxi sont situés dans la rue, au n° 9, et au n° 27 ; un grand supermarché Delhaize est situé au n° 49.

## Transports
La rue Takovska est desservie par la société GSP Beograd, soit par la ligne de bus 23 (Karaburma II – Vidikovac) ou par les lignes de trolleybus 28 (Studentski trg – Zvezdara), 40 (Zvezdara – Banjica II) et 41 (Studentski trg – Banjica II).